# Spaelotis iranica
Spaelotis iranica là một loài bướm đêm trong họ Noctuidae.